# Elis & Tom
Elis & Tom est un album de bossa nova enregistré par la chanteuse Elis Regina et le chanteur/compositeur brésilien Antônio Carlos Jobim. L'album est sorti au Brésil en 1974 chez Philips.
L'album a été enregistré en 16 jours, entre le 22 février et le 9 mars 1974, dans les studios MGM de Los Angeles. Chacune des chansons a été enregistrée en une seule prise, sans overdub. 

## Accueil critique
Thom Jurek du site Allmusic attribue à l'album 4,5 étoiles et déclare « …Cette belle - et maintenant légendaire - session d'enregistrement entre la chanteuse emblématique brésilienne Elis Regina et le compositeur, chef d'orchestre et arrangeur Tom Jobim est largement considérée comme l'un des plus grands enregistrements pop brésiliens… ».
Il est également classé en 11e position du Top 100 des albums brésiliens par le magazine Rolling Stone.

## Titres de l'album
1. Águas de Março - Antônio Carlos Jobim 	3:32
2. Pois É  - Antonio Carlos Jobim, Chico Buarque 	1:43
3. Só Tinha de Ser com Você - Antonio Carlos Jobim, Aloysio de Oliveira 	3:48
4. Modinha - Antonio Carlos Jobim, Vinícius de Moraes 	2:16
5. Triste  - Antonio Carlos Jobim 	2:39
6. Corcovado - Antonio Carlos Jobim 	3:56
7. O Que Tinha de Ser - Antonio Carlos Jobim, Vinícius de Moraes 	1:43
8. Retrato em Branco e Preto - Antonio Carlos Jobim, Chico Buarque 	3:03
9. Brigas, Nunca Mais - Antonio Carlos Jobim, Vinícius de Moraes 	1:39
10. Por Toda a Minha Vida - Antonio Carlos Jobim, Vinícius de Moraes 	2:04
11. Fotografia - Antonio Carlos Jobim 	2:46
12. Soneto de Separação  - Antonio Carlos Jobim, Vinícius de Moraes 	2:20
13. Chovendo na Roseira  - Antonio Carlos Jobim 	3:11
14. Inútil Paisagem - Antonio Carlos Jobim, Aloysio de Oliveira 	3:08

## Musiciens
- Basse – Luizão Maia (en)[4]
- Drums – Paulinho (Paulo Braga) (en)
- Guitare – Hélio Delmiro (en), Oscar Castro-Neves
- Piano – Tom Jobim, César Camargo Mariano
- Percussion – Chico Batera (pt)
- Chant – Tom Jobim, Elis Regina
- Arrangements - Tom Jobim, César Camargo Mariano